# Игор Кулиш
Игор Кулиш е руски футболист и треньор. Най-известен като треньор на вратарите на Левски (София), където работи в продължение на 8 години. Притежава и българско гражданство.

## Кариера
Юноша е на Кубан (Краснодар), като е във формациите на клуба от 13-годишна възраст. През сезон 1981 дебютира в мъжкия футбол с тима на Цемент (Новороссийск). На следващата година се завръща в Кубан, където е резерва на Владимир Пилгуй. През 1984 г. пази и в Заря (Ворошиловград). След двугодишно прекъсване играе за Дружба (Майкоп) и отново в Кубан.
През 1990 г. е привлечен от Иван Вутов в Черноморец (Бургас). Трансферът на титулярния вратар Любомир Шейтанов в чужбина обаче се проваля и Кулиш записва само 1 мач за Черноморец. Впоследствие е преотстъпен в отбора на ФК Слънчев бряг, където записва 31 мача в Б група и е твърд титуляр. През сезон 1991/92 преминава в Ботев (Пловдив), където записва 15 мача в шампионата и 2 мача в турнира Интертото. Кулиш е недоволен от статута си на резерва и подписва с градския съперник Локомотив. И в състава на „смърфовете“ обаче играе рядко, като титуляр е Васко Василев. През сезон 1993/94 пази за Септември (София).
С помощта на Йордан Стойков - Бумбо преминава първо в кенийския Аласкан и в танзанийския Малинди. Печели Купата и Суперкупата на Танзания с тима на Малинди.
Приключва кариерата си на футболист в Спартак (Варна). След това остава в тима като треньор на вратарите. На същата позиция работи в Славия, Левски, Локомотив (Пловдив), Витоша (Бистрица), както и с юношеските и младежки национални отбори на България.Игра в Овеч Провадия през 90-те години,от Провадия тръгна за големия футбол.

## Извън футбола
Голямата му дъщеря Юлия е омъжена за вокалиста на група D2 Деян Каменов.